# Sách Các Vua
Sách Các Vua là một bộ sách trong Cựu Ước bao gồm I Các Vua và II Các Vua (đọc là "Các Vua nhất" và "Các Vua nhì", theo cách gọi của Tin Lành) hoặc 1 Vua và 2 Vua (theo cách gọi của Công Giáo). Cả Do Thái giáo và Cơ đốc giáo đều xem bộ sách này là một phần của Kinh Thánh. Sách Các Vua mô tả lịch sử các vị vua của Israel từ cuối thời vua Đa-vít cho đến thời kỳ dân này bị lưu đày sang Ba-by-lôn (tức là sách viết về một giai đoạn kéo dài khoảng 450 năm). Sau một đoạn mô tả dài về sự cai trị của Sa-lô-môn, các sách 1 Vua và 2 Vua viết về việc Vương quốc Israel ban đầu bị chia cắt và sau đó cho thấy Vương quốc Israel và Vương quốc Giu-đa đã phát triển như thế nào.

## Tên sách
Các sách 1 Vua và 2 Vua, như sách 1 Sa-mu-en và 2 Sa-mu-en và 1 Sử biên niên và 2 Sử biên niên, thực ra là một cuốn sách, được gọi đơn giản là "Các Vua". Tuy nhiên, sách này đã được các dịch giả của Bản Bảy Mươi (bản dịch tiếng Hy Lạp của Cựu ước) chia thành hai sách, và vì vậy được bản dịch tiếng Latinh và nhiều phiên bản khác đặt tên là 1 Vua và 2 Vua.
Sự phân chia giữa 1 Vua và 2 Vua đã được thực hiện sau sự qua đời của A-háp ở vương quốc phía bắc (22:37) và của Jehoshaphat ở vương quốc phía nam (22:50).

## Chủ đề
1 Vua và 2 Vua không nói chính xác mục đích hay chủ đề của chúng, nhưng rất có thể tác giả muốn viết tài liệu của mình thành một phần tiếp theo trong một bộ sách, là sách tiếp theo sau các sách Sa-mu-en: một lịch sử về các vị vua theo giao ước.
Tác giả cố gắng để không thể hiện một lịch sử xã hội, chính trị hoặc kinh tế về các vị vua của Israel như hầu hết các ghi chép lịch sử ngày nay. Ông viết về Omri, một vị vua rất quyền lực và là một nhà chính trị quan trọng, chỉ trong sáu câu (16:23-28), chỉ đơn giản nói rằng vị vua này "đã làm điều ác trước mắt Chúa" (16:25). Ngoài ra, Giê-rô-bô-am thứ hai, làm vua ở miền bắc Israel khi nước này còn trong giai đoạn hùng mạnh nhất, chỉ được đề cập vắn tắt (2 Vua 14:23-29).
Tác giả cũng không viết gì về những năm đầu tiên của thời vua Giô-si-a trị vì Vương quốc Giu-đa, nhưng lại có một đoạn mô tả dài về cách họ lại bắt đầu giữ giao ước vào năm thứ 18 đời vua này (2 Vua 22:3-23:28).
Những vị vua được viết về nhiều nhất trong sách Các Vua là những vị vua đã giữ giao ước tốt, hoặc đã vi phạm giao ước nghiêm trọng, hoặc đã có cuộc gặp gỡ quan trọng với một trong những tiên tri của Thiên Chúa. A-háp, con của Ômri, và Ma-na-se đã vi phạm giao ước gây nguy hiểm cho Israel, nên tác giả đã viết rất nhiều về cả hai người; Ê-xê-chia (2 Vua 18:1-20:21) và Giô-si-a (2 Vua 22:1-23:29) được đề cập rất nhiều vì họ đã cố gắng nhắc nhở dân chúng về những lời hứa trong giao ước của họ. Đây là hai vị vua duy nhất mà tác giả thực sự lấy làm hài lòng về lòng trung thành của họ với Chúa.
Một phần quan trọng khác của 1 Vua và 2 Vua là tác giả cho thấy mối quan hệ giữa những lời tiên tri và cách chúng được ứng nghiệm trong lịch sử. Ít nhất 11 lời tiên tri được viết là đã ứng nghiệm. Tác giả cũng cho thấy tầm quan trọng của các tiên tri như những sứ giả đến từ Thiên Chúa để kêu gọi các vị vua và dân Israel trở lại cùng Thiên Chúa. Thông thường, không ai chịu nghe những lời cảnh báo của các tiên tri (ví dụ như Ahijah, Shemaiah, Micaiah, Jonah, Isaiah, Huldah), nhưng tác giả viết rất nhiều về các tiên tri Elijah và Elisha. Một câu chuyện nổi tiếng là về Elijah trên Núi Carmel, khi ông kêu cầu Thiên Chúa và một phép lạ xảy ra, qua đó cho thấy Thiên Chúa của Israel là Thiên Chúa thật. Ngay trước khi phép lạ này xảy ra, một dân khác đã kêu cầu các vị thần giả của họ và kết quả là không có phép lạ nào xảy ra.

### Văn bản nguyên thủy
- מלכים א Melachim Aleph – Kings A Lưu trữ ngày 3 tháng 7 năm 2011 tại Wayback Machine (Tiếng Hebrew – tiếng Anh tại Mechon-Mamre.org)
- מלכים ב Melachim Bet – Kings B Lưu trữ ngày 3 tháng 7 năm 2011 tại Wayback Machine (Tiếng Hebrew – tiếng Anh tại Mechon-Mamre.org)

### Bản dịch Do Thái
- 1 Kings at Mechon-Mamre Lưu trữ ngày 3 tháng 7 năm 2011 tại Wayback Machine (Jewish Publication Society 1917 translation)
- 2 Kings at Mechon-Mamre Lưu trữ ngày 3 tháng 7 năm 2011 tại Wayback Machine (Jewish Publication Society 1917 translation)

### Bản dịch Cơ Đốc
- 1 Kings
- 2 Kings

### Liên kết khác
- "books of Kings." Encyclopædia Britannica Online.
- Books of Kings article  (Jewish Encyclopedia)
- 1 & 2 Kings: introduction Lưu trữ ngày 6 tháng 9 năm 2015 tại Wayback MachineForward Movement
- "First and Second Books of Kings" . Catholic Encyclopedia. New York: Robert Appleton Company. 1913.
- "Third and Fourth Books of Kings" . Catholic Encyclopedia. New York: Robert Appleton Company. 1913.